# أليس إيساز
أليس إيساز هي ممثلة فرنسية ولدت في 26 يوليو 1991.

## روابط خارجية
- أليس إيساز على موقع IMDb (الإنجليزية)
- أليس إيساز على موقع ألو سيني (الفرنسية)
- أليس إيساز على موقع أول موفي (الإنجليزية)
- أليس إيساز على موقع قاعدة بيانات الفيلم (الإنجليزية)
- أليس إيساز على موقع كينوبويسك (الروسية)